# سيارة ثانوية

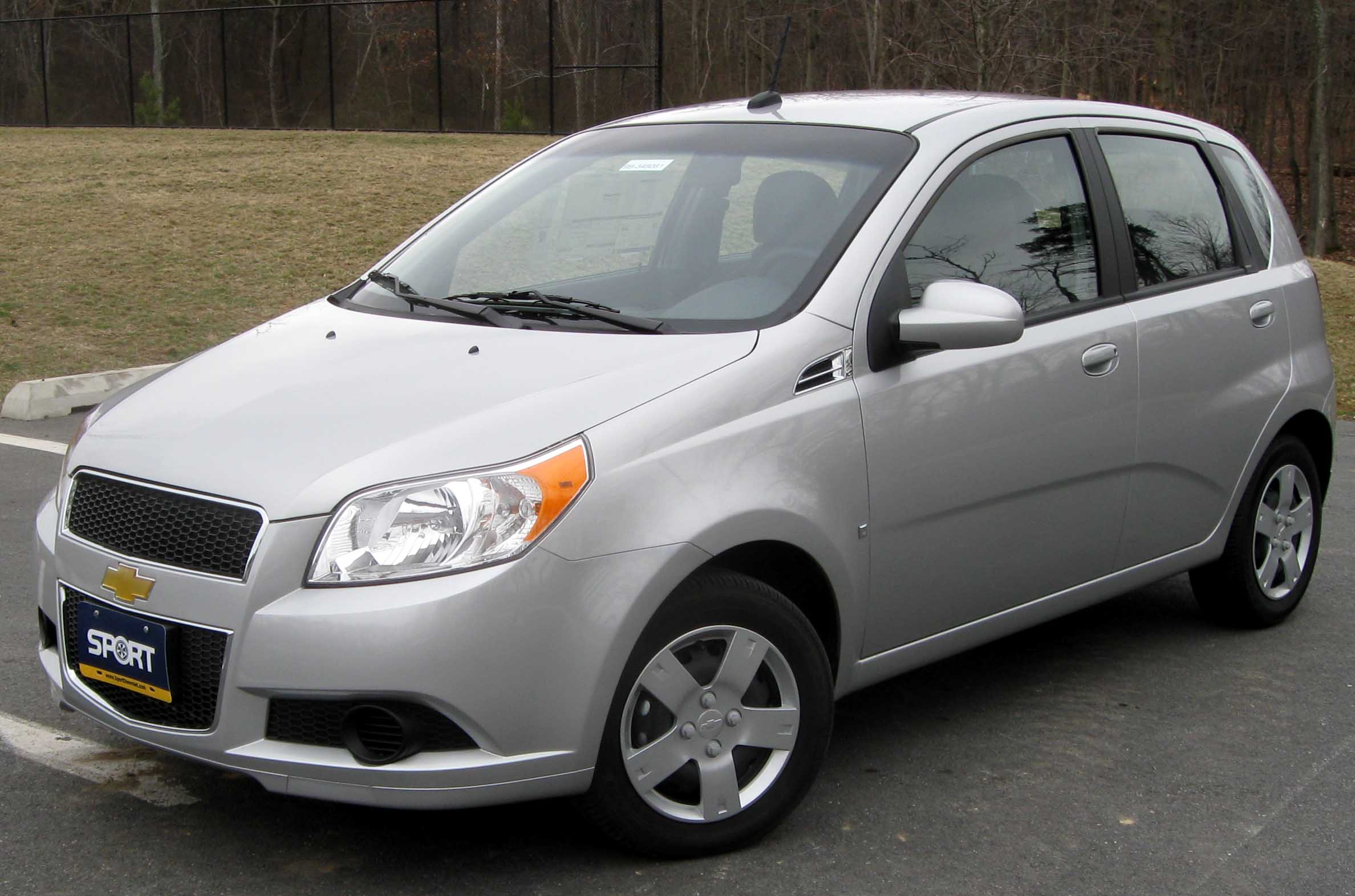
سيارة شيفورليه أفيو ، هي إحدى أنواع السيارات الثانوية

سيارة ثانوية (بالإنجليزية: Subcompact car)‏ ، تصنف السيارة أنها سيارة ثانوية وفقا لتصنيف أمريكا الشمالية لأحجام السيارات، حالة كونها أصغر من السيارة المدمجة (عادة لا يزيد طولها عن 4191 مم/ 165 إنش). وفقا للوكالة الأمريكية لحماية البيئة فإن السيارة تصنف أنها ثانوية إذا كان الحجم الداخلي بين 85 قدم مكعب (2407 لتر) و 99 قدم مكعب (2803 لتر).

## النشأة
بدأ استخدام لقب السيارة الثانوية في شمال أمريكا في عقد السبعينيات. قبل ذلك كانت السيارة في هذه الفئة تحصل علي أكثر من تصنيف، مثل «السيارة الاقتصادية» أو «المركبة الصغيرة».
بداية ظهور هذه الفئة كانت عام 1939 بطراز ‘كروسلي‘، ثم انتشرت في الخمسينيات مع تقديم ‘ناش ميتروبوليتان‘، واستيراد عدد من الطرازات الأخرى، لا سيما فولكس فاجن بيتلز والسيارات البريطانية الصغيرة.
اتسعت شريحة السيارات الثانوية في السبعينيات مع تقديم نماذج محلية تنتجها شركات سيارات أمريكا الشمالية كاستجابة لزيادة شعبية السيارات المستوردة من أوروبا واليابان. طراز «إيه إم سي جريملين» تم تقديمه على أنه أول طراز محلي. بعد ستة أشهر تم تقديم شيفروليه فيجا، وفورد بينتو.

## سيارات الفئة
- شيفروليه أفيو / دايو كالوس أو أفيو
- هوندا فيت/جاز
- هيونداي أكسنت
- كيا ريو
- نيسان تيدا
- سايون إكس دي
- تويوتا ياريس

## مصدر
1. ↑  "FAQ - How are vehicle size classes defined?". http://www.fueleconomy.gov/. مؤرشف من الأصل في 2019-04-25. اطلع عليه بتاريخ 2012-01-05. {{استشهاد ويب}}: روابط خارجية في |ناشر= (مساعدة)